# Диференціальна форма
Диференціальна форма порядку {\displaystyle k} або {\displaystyle k}-форма — кососиметричне тензорне поле типу {\displaystyle (0,\;k)} на дотичному розшаруванні многовиду.
Диференціальні форми введені французьким математиком Елі Картаном на початку XX століття.
Формалізм диференціальних форм є зручним в багатьох розділах теоретичної фізики і математики, зокрема, в теоретичній механіці, симплектичній геометрії, квантовій теорії поля.
Простір {\displaystyle k}-форм на многовиді {\displaystyle M} звичайно позначають {\displaystyle \Omega ^{k}(M)}.

## Визначення

### Інваріантне
У диференціальній геометрії, диференціальна форма степеня {\displaystyle k} — це гладкий перетин {\displaystyle k}-го зовнішнього степеня кодотичного розшарування многовиду.
Нехай M — гладкий многовид, TpM — дотичний простір многовиду M в точці p, T*pM — кодотичний простір многовиду M в точці p.
Позначмо {\displaystyle \Lambda ^{k}(T_{p}^{*}M)} — векторний простір знакозмінних, лінійних за всіма елементами відображень виду:
{\displaystyle \beta \colon T_{p}M\times \cdots \times T_{p}M\to \mathbb {R} }
Тоді диференціальна k-форма {\displaystyle \omega } — це відображення:
{\displaystyle \omega \colon p\to \Lambda ^{k}(T_{p}^{*}M)}
в довільній точці p∈M, при чому
{\displaystyle \omega (p)(V_{1}(p),\ldots ,V_{k}(p))\in C^{\infty }(M,\mathbb {R} ),}
де {\displaystyle V_{1}(p),\ldots ,V_{k}(p)} — довільні гладкі векторні поля.
Іноді у визначенні диференціальних форм не вимагається гладкості. Форми, що задовольняють ці додаткові умови, називають тоді гладкими диференціальними формами.

### Через локальні карти
Якщо {\displaystyle (x_{1},...,x_{n})} — локальна система координат в області {\displaystyle U\in M}, то форми {\displaystyle dx_{1},...,dx_{n}} утворюють базис у кодотичному просторі {\displaystyle T_{X}^{*}M}. Тому будь-яка зовнішня k-форма записується в U у вигляді
{\displaystyle \omega =\sum _{1\leqslant i_{1}<i_{2}<\ldots <i_{k}\leqslant n}f_{i_{1}i_{2}\ldots i_{k}}(x_{1},\ldots ,x_{n})\,dx_{i_{1}}\wedge dx_{i_{2}}\wedge \ldots \wedge dx_{i_{k}}}
де {\displaystyle f_{i_{1}i_{2}\ldots i_{k}}} — гладкі функції {\displaystyle dx^{i}} — диференціал {\displaystyle i}-ї координати {\displaystyle x^{i}} (функція від вектора, що визначає його координату з номером {\displaystyle i} ), а {\displaystyle \wedge } — зовнішній добуток. При зміні координат, це подання змінюється.
На гладкому многовиді, k-форми може бути визначено як форми на картах, які узгоджено на склеюваннях.

## Пов'язані визначення

### Зовнішня похідна
Лінійне відображення {\displaystyle d:\Omega ^{k}(M)\rightarrow \Omega ^{k+1}(M)} називається зовнішньою похідною якщо:
1. Для {\displaystyle p=0} воно збігається зі звичайним диференціалом функції;
2. {\displaystyle \ d(\omega ^{k}\wedge \omega ^{p})=(d\omega ^{k})\wedge \omega ^{p}+(-1)^{k}\omega ^{k}\wedge (d\omega ^{p})}
3. Для будь-якої форми виконується рівність {\displaystyle d(d\omega )=0}.

Для довільного гладкого многовиду відображення з даними властивостями існує і є єдиним. У локальних координатах зовнішній диференціал форми {\displaystyle \omega \in \Omega ^{k}(M)}можна записати за допомогою формули:
- {\displaystyle d\omega =\sum _{1\leqslant i_{1}<i_{2}<\ldots <i_{k}\leqslant n}\sum _{1\leqslant j\leqslant n}{\frac {\partial f_{i_{1}i_{2}\ldots i_{k}}}{\partial x^{j}}}(x_{1},\;\dots ,\;x_{n})\,dx_{j}\wedge dx_{i_{1}}\wedge dx_{i_{2}}\wedge \ldots \wedge dx_{i_{k}}}

- Диференціальна форма називається замкненою, якщо її зовнішня похідна дорівнює 0.
- k-форма називається точною, якщо її можливо представити як диференціал деякої (k-1)-форми.
- Факторгрупа {\displaystyle H_{dR}^{k}={\bar {\Omega }}_{k}/d\Omega _{k-1}} замкнених k-форм по точних k-формах називається {\displaystyle k}-мірною групою когомологій де Рама. Теорема де Рама стверджує, що вона ізоморфна k-мірній групі сингулярних когомологій.
- Внутрішньою похідною форми {\displaystyle \omega } по векторному полю {\displaystyle \mathbf {v} } називається форма

{\displaystyle i_{\mathbf {v} }\omega (u_{1},\dots u_{n-1})=\omega (\mathbf {v} ,u_{1},\dots ,u_{n-1})}

## Властивості
- Для диференціалів диференціальних форм {\displaystyle \omega _{F}} векторного поля {\displaystyle F} справедливо:

{\displaystyle \ d(d\omega _{F})=0}
{\displaystyle d(\omega _{F}^{0})=\omega _{\nabla F}^{1}}
{\displaystyle d(\omega _{F}^{1})=\omega _{rotF}^{2}}
{\displaystyle d(\omega _{F}^{2})=\omega _{divF}^{3}}
{\displaystyle d(\omega _{F}^{3})=\omega _{L2F}^{4}}
- Диференціальну форму можна розглядати як поле полілінійних кососиметричних функцій від {\displaystyle k} векторів.

- Внутрішнє диференціювання є лінійним і задовольняє градуйованому правилу Лейбніца. Воно пов'язане із зовнішнім диференціюванням і похідною Лі формулою гомотопії:
{\displaystyle di_{\mathbf {v} }+i_{\mathbf {v} }d=L_{\mathbf {v} }}

### Алгебраїчні операції
Диференціальні форми порядку {\displaystyle k}, задані у диференціальному многовиді {\displaystyle M}, утворюють модуль {\displaystyle \Omega ^{k}(M)} над кільцем {\displaystyle C^{\infty }(M)}. Зокрема для диференціальних форм порядку {\displaystyle k} визначено додавання і множення на функцію :
Зовнішній добуток
Зовнішній добуток форм {\displaystyle \alpha } і {\displaystyle \beta } порядків {\displaystyle k} і {\displaystyle q} визначається за допомогою наступної формули :
де {\displaystyle \varepsilon (\sigma )} позначає знак перестановки {\displaystyle \sigma } і сума береться по всіх перестановках {\displaystyle \sigma } чисел {\displaystyle [1,k+q]}. Результатом добутку є диференціальна форма порядку {\displaystyle k+q}.
З визначеними алгебраїчними операціями множина {\displaystyle \Omega (M)=\oplus \Omega ^{k}(M)}, є градуйованою алгеброю, що задовольняє градуйованому закону комутативності: для форм {\displaystyle \alpha } і {\displaystyle \beta } порядків {\displaystyle k} і {\displaystyle q}, Виконується

## Зворотний образ
Якщо відображення {\displaystyle f:M\rightarrow N} є гладким, {\displaystyle \alpha } — диференціальна форма порядку {\displaystyle k} на многовиді {\displaystyle N}, тоді можна визначити диференціальну форму {\displaystyle f^{*}\alpha } порядку {\displaystyle k} визначену на {\displaystyle M}:
Дане відображення задовольняє рівностям:
- {\displaystyle f^{*}(\alpha +\beta )=f^{*}(\alpha )+f^{*}(\beta )\,}
- {\displaystyle f^{*}(g\cdot \alpha )=(g\circ f)\cdot f^{*}(\alpha )}
- {\displaystyle f^{*}(\alpha \wedge \beta )=f^{*}(\alpha )\wedge f^{*}(\beta )}

де {\displaystyle \alpha ,\beta } — диференціальні форми на N, а g — функція визначена на N.
Отже, відображення {\displaystyle f^{*}:\Omega (N)\rightarrow \Omega (M)} визначає гомоморфізм градуйованих алгебр.
Дане відображення також можна записати у локальних координатах. Нехай x1, …, xm — координати на M, that y1, …, yn — координати на N, і ці координати пов'язані рівностями yi = fi(x1, …, xm) для всіх i. Тоді, локально на N, ω можна записати як
{\displaystyle \omega =\sum _{i_{1}<\cdots <i_{k}}\omega _{i_{1}\cdots i_{k}}dy_{i_{1}}\wedge \cdots \wedge dy_{i_{k}},}
де для довільного вибору i1, …, ik, {\displaystyle \omega _{i_{1}\cdots i_{k}}} — дійсна функція змінних y1, …, yn. З властивостей зворотного образу одержується формула для f*ω :
{\displaystyle f^{*}\omega =\sum _{i_{1}<\cdots <i_{k}}(\omega _{i_{1}\cdots i_{k}}\circ f)df_{i_{1}}\wedge \cdots \wedge df_{i_{n}}.}
Кожну зовнішню похідну dfi може бути записано в термінах dx1, …, dxm. Відповідну k-форму може бути записано за допомогою матриці Якобі:
{\displaystyle f^{*}\omega =\sum _{i_{1}<\cdots <i_{k}}\sum _{j_{1}<\cdots <j_{k}}(\omega _{i_{1}\cdots i_{k}}\circ f){\frac {\partial (f_{i_{1}},\ldots ,f_{i_{k}})}{\partial (x_{j_{1}},\ldots ,x_{j_{k}})}}dx_{j_{1}}\wedge \cdots \wedge dx_{j_{k}}.}

## Інтегрування
Нехай
{\displaystyle \omega =\sum a_{i_{1},\dots ,i_{k}}({\mathbf {x} })\,dx_{i_{1}}\wedge \cdots \wedge dx_{i_{k}}}
диференціальна форма і S — диференційовний многовид параметризований в деякій області {\displaystyle D\in \mathbb {R} ^{n}}:
{\displaystyle S({\mathbf {u} })=(x_{1}({\mathbf {u} }),\dots ,x_{n}({\mathbf {u} }))}. Тоді можна визначити інтеграл:
{\displaystyle \int _{S}\omega =\int _{D}\sum a_{i_{1},\dots ,i_{k}}(S({\mathbf {u} })){\frac {\partial (x_{i_{1}},\dots ,x_{i_{k}})}{\partial (u_{1},\dots ,u_{k})}}\,du_{1}\ldots du_{k}}
де
{\displaystyle {\frac {\partial (x_{i_{1}},\dots ,x_{i_{k}})}{\partial (u_{1},\dots ,u_{k})}}} — визначник матриці Якобі.

### Теорема Стокса
Теорема Стокса є основою для більшості застосувань диференціальних форм:
Якщо {\displaystyle \omega } — n−1-форма з компактним носієм у M і ∂M границя многовиду M з індукованою орієнтацією, то виконується рівність:
{\displaystyle \int _{M}d\omega =\oint _{\partial M}\omega .\!\,}
Частковими випадками цієї загальної теореми є основна теорема аналізу, теорема Гауса — Остроградського, теорема Гріна і звичайна теорема Стокса про зв'язок лінійного і поверхневого інтегралів.

## Диференціальні форми в електромагнетизмі
Максвеллівська електродинаміка вельми елегантно формулюється мовою диференціальних форм в 4-вимірному просторі-часі. Розглянемо 2-форму Фарадея, що відповідає тензору електромагнітного поля:
{\displaystyle {\textbf {F}}={\frac {1}{2}}F_{ab}\,{\mathrm {d} }x^{a}\wedge {\mathrm {d} }x^{b}.}
Ця форма є формою кривини тривіального головного розшарування зі структурною групою U (1), за допомогою якого може бути описано класичну електродинаміку та калібрувальну теорію. 3-форма струму, дуальна до 4-вектору струму, має вигляд
{\displaystyle {\textbf {J}}=J^{a}\varepsilon _{abcd}\,{\mathrm {d} }x^{b}\wedge {\mathrm {d} }x^{c}\wedge {\mathrm {d} }x^{d}.}
У цих позначеннях рівняння Максвелла може бути дуже компактно записано як
{\displaystyle \mathrm {d} \,{\textbf {F}}={\textbf {0}}},
{\displaystyle \mathrm {d} \,{*{\textbf {F}}}={\textbf {J}}},
де {\displaystyle *} — оператор зірки Годжа. Подібним чином може бути описано геометрію загальної калібрувальної теорії.
2-форма {\displaystyle *\mathbf {F} } також називається 2-формою Максвелла.

## Приклади
- З погляду тензорного аналізу, 1-форма є не що інше як ковекторне поле, тобто 1 раз коваріантний тензор, заданий в кожній точці {\displaystyle p} многовиду {\displaystyle M} і що відображає елементи дотичного простору {\displaystyle T_{p}(M)} у множину дійсних чисел {\displaystyle \mathbb {R} }:
{\displaystyle \omega (p):T_{p}(M)\rightarrow \mathbb {R} }
- Форма об'єму — приклад {\displaystyle n}-форми на {\displaystyle n}-мірному многовиді.
- Симплектична форма — замкнена 2-форма {\displaystyle \omega } на {\displaystyle 2n}-многовиді, така що {\displaystyle \omega ^{n}\not =0}.